# Вейко Иунпуу
Вейко Иунпуу (ест. Veiko Õunpuu; 16 березня 1972, Сааремаа) — естонський кінорежисер та сценарист, найбільше відомий художніми фільмами «Осінній бал» (Sügisball, 2007) та «Спокуса святого Антонія» (Püha Tõnu kiusamine, 2009). Художнім фільмам Иунпуу зазвичай притаманні повільний темп та ексцентричні герої.

## Робота у кіно
У 2006 році Иунпуу написав сценарій та відзнав незалежну коротку стрічку «Порожній» (Tühirand). В 2007 році він адаптував повість Маті Унта «Осінній бал» (Sügisball), стрічка отримала нагороду «Horizon» на Венеційському кінофестивалі, що є найвищою міжнародною нагородою, яку коли-небудь отримував естонський фільм.
У 2010 році Иунпуу знав свій другий повнометражний фільм — драму «Спокуса святого Антонія» (Püha Tõnu kiusamine), яку показав на кінофестивалі «Санденс». Фільм був обраний естонським журі як номінант на 83 премію «Оскар» за найкращий фільм іноземною мовою, але не потрапив у список фіналістів.

## Фільмографія

### Режисерська робота
- Привілля (2013)
- Спокуса святого Антонія (2009) (Püha Tõnu kiusamine)[3]
- Осінній бал (2007) (Sügisball)[4]
- Порожній берег (2006) (Tühirand) (короткометражний фільм).[5][6]

## Нагороди

### Венеційський кінофестиваль
Переможець: номінація Венеційського кінофестивалю «Горизонт» за стрічку «Осінній бал» (2007) (Sügisball)